# آیرونکلاد کلبرت
آیرونکلاد کولبرت (به انگلیسی: French ironclad Colbert) یک کشتی بود که طول آن ۱۰۱٫۱ متر (۳۳۱ فوت ۸ اینچ) بود. این کشتی در سال ۱۸۷۵ ساخته شد.